# Meunasah Kandang
Meunasah Kandang is een bestuurslaag in het regentschap Pidie van de provincie Atjeh, Indonesië. Meunasah Kandang telt 341 inwoners (volkstelling 2010).